# Kurt Kieß
Kurt Kieß (* 28. Mai 1914 in Griesbach; † 30. Dezember 1970 in Karl-Marx-Stadt) war ein SED-Parteifunktionär, der von 1960 bis 1970 1. Sekretär der SED-Gebietsleitung Wismut war, und von 1967 bis 1970 Kandidat im Zentralkomitee der SED.

## Leben
Kieß wurde am 28. Mai 1914 als Sohn eines Schlossers, der später auch KPD-Mitglied war, im erzgebirgischen Griesbach geboren. Nach der Volksschule absolvierte er zunächst von 1928 bis 1931 eine Ausbildung zum Klempner. Zu Beginn der Lehre trat er dabei in den Kommunistischer Jugendverband Deutschlands ein, für den er zeitweise Vorstandsmitglied der Ortsgruppe Lauter war. Nach der Lehre wurde Kieß zunächst arbeitslos, allerdings ging er ab 1932 wieder verschiedenen Tätigkeiten als Klempner, Fräser und Stanzer nach. Im Alter von 18 Jahren wurde er Mitglied der KPD.

### Wehrdienst und sowjetische Kriegsgefangenschaft
Im Oktober 1936 gehörte er zu den ersten Wehrpflichtigen, die ihren regulären, zweijährigen Wehrdienst bei der Wehrmacht ableisteten. Nach der Entlassung im Oktober 1938 arbeitete Kieß zunächst wieder in seiner alten Tätigkeit als Stanzer in Aue, bis er im August 1939 wieder zum Militärdienst eingezogen wurde. Den Zweiten Weltkrieg überstand er bis in den Mai 1945 ohne größere bekannte Verwundungen; nach Kriegsende ging Kieß als Oberfeldwebel der Wehrmacht in sowjetische Gefangenschaft. Diese verbrachte er hauptsächlich im Lager 7323/10 in Tula, wo er bald als Klempner tätig war und sich zum Brigadier und Bestarbeiter hocharbeitete. Als KPD-Mitglied wurde er Mitglied im Antifa-Aktiv des Lagers und Propagandist; später durchlief er einen Einjahreslehrgang an einer Antifa-Schule.

### Wismut AG und politische Karriere
Im Juni 1948 wurde Kieß aus der Kriegsgefangenschaft nach Deutschland entlassen. Nach kurzer Krankheit begann er ab Juli 1948 zunächst in Bernsbach als Klempner zu arbeiten. Seine KPD-Mitgliedschaft wurde in die SED-Mitgliedschaft überführt. Im August 1949 fing Kieß bei der Wismut AG an zu arbeiten; er war als Grubenschlosser im Oberschlemaer Revier bis zum März 1951 tätig. Danach wurde er im Rahmen einer personellen Neustrukturierung der Parteiorgane in der Wismut bis Juni 1951 zunächst als Kaderinstrukteur der Objektparteilleitung im Oberschlemaer Objekt 11 eingesetzt. Anschließend wurde er bis zum Juni 1952 als 2. Sekretär dieser Objektparteileitung eingesetzt. Es folgte bis Dezember 1953 ein Einsatz als 1. Sekretär der SED-Kreisleitung Wismut-Breitenbrunn sowie anschließend bis zum April 1957 der Einsatz als 1. Sekretär der SED-Kreisleitung Wismut-Oberschlema. Seit 1954 gehörte er dabei dem Büro der SED-Gebietsleitung Wismut an.
Im April 1957 wechselte Kieß nach Siegmar-Schönau, wo er bis August des gleichen Jahres kommissarisch den Posten des Sekretärs für Wirtschaft der SED-Gebietsleitung Wismut besetzte. Anschließend nahm er mit mittlerweile 43 Jahren an einem Einjahreslehrgang der Parteihochschule „Karl Marx“ teil, um ab August 1958 den Posten den 2. Sekretärs der SED-Gebietsleitung Wismut zu übernehmen. Als Rolf Weihs im März 1960 als 1. Sekretär der SED-Bezirksleitung Karl-Marx-Stadt eingesetzt wurde, rückte Kurt Kieß nach und besetzte nun den Posten des 1. Sekretärs der SED-Gebietsleitung Wismut. Der Bedeutung seiner Position Rechnung tragend, stellte ihn die SED als Kandidat für die Volkskammerwahlen 1963 auf. Kieß wurde als Abgeordneter in der 5. und 6. Legislaturperiode der Volkskammer gewählt. Auf dem VII. Parteitag der SED 1967 wurde Kieß als Kandidat in das Zentralkomitee der SED gewählt. Er starb am 30. Dezember 1970 überraschend im Alter von 56 Jahren.

## Ehrungen
- 1964 Vaterländischer Verdienstorden in Silber[1]
- 1966 Lenin-Orden[2]
- 1970 Kampforden „Für Verdienste um Volk und Vaterland“